# WILDLIFE (織田哲郎のアルバム)
『WILD LIFE』（ワイルド・ライフ）は、織田哲郎の初のミニ・アルバム。

## 内容
織田がCBS・ソニーに在籍時、唯一リリースしたミニ・アルバム。
アルバム・タイトル通り、ワイルドを強調したイメージを軸にしている。
ジャケット表面には、盟友であるサクソフォーン奏者の古村敏比古と織田が登場している。裏面には織田、古村に加えて、もう一人の男性が登場している。
LPレコードとコンパクトカセットは定価1800円で発売されたが、CDは定価2800円となっており、世間一般にはCDの割高感がまだ潜在していた時期であった。

## 収録曲
作詞・作曲・編曲：織田哲郎（全曲）

### CD
1. Dream on
2. 百万弗の朝
3. WILDLIFE
4. Best Days of My Life
5. LAST

### LPレコード、コンパクトカセット

#### SIDE A
1. Dream on
2. 百万弗の朝
3. WILDLIFE

#### SIDE B
1. Best Days of My Life
2. LAST

## 参加ミュージシャン
- 北島健二 - ギター
- 吉川忠英 - ギター
- 関雅夫 - ベース
- 岡沢茂 - ベース
- 山田亘 - ドラム
- 滝本孝延 - ドラム
- 木村誠 - パーカッション
- 坪倉唯子 - ボーカル